# Pilawa (miasto)
Pilawa – miasto w woj. mazowieckim, w powiecie garwolińskim, siedziba gminy miejsko-wiejskiej Pilawa. W latach 1975–1998 miasto administracyjnie należało do woj. siedleckiego.
Pilawa leży w historycznej ziemi czerskiej na Mazowszu, dawniej była wsią na obszarze dóbr osieckich.
Siedziba klubu piłkarskiego Burza Pilawa, wykorzystującego Stadion Miejski na 2000 widzów (w tym 105 miejsc siedzących) przy ul. Spacerowej 5.

## Położenie
Miasto położone jest w środkowej Polsce, 59 km od Warszawy. 
- Powierzchnia: 6,62 km².
- Liczba mieszkańców: 4532 (według danych z lipca 2016)[4].
- Prawa miejskie: 1.01.1984 r.

## Demografia

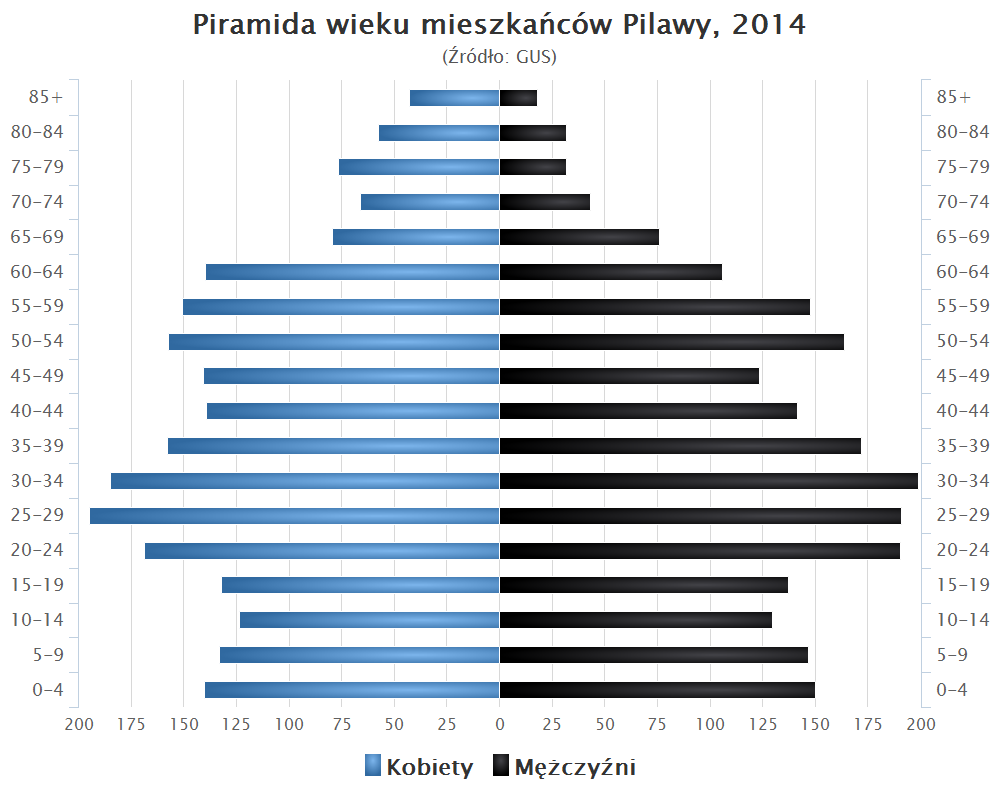
Piramida wieku mieszkańców Pilawy w 2014 roku

## Gospodarka
Fabryka Farb i Lakierów "Polifarb" S.A., Gminna Spółdzielnia "Samopomoc Chłopska", PKP, tartak i składnica drewna, Fabryka Klejów i Zakład Utylizacji Odpadów Medycznych, Fabryka Opakowań Foliowych FOL-PLAST, RAGUS - zakład poligraficzny.

## Transport
Duży węzeł kolejowy ze stacją działającą od 1877. Linie kolejowe łączą Pilawę z wieloma miastami (połączenia bezpośrednie):
- Pilawa-Otwock-Warszawa (przystanek końcowy połączenia z Warszawą Zachodnią),
- Pilawa-Dęblin-Lublin,
- Pilawa-Mińsk Mazowiecki (połączenie nieczynne),
  - Pilawa-Stojadła-Warszawa
- Pilawa-Skierniewice (połączenie nieczynne),
- Pilawa-Łuków.

Przez miasto przebiega droga wojewódzka nr 805, a w odległości 2 km droga krajowa nr 17 Warszawa - Hrebenne.

## Zabytki
- Wieża ciśnień[6][7]
- dworzec kolejowy[7]

## Wspólnoty wyznaniowe
- Kościół rzymskokatolicki: 
  - parafia Matki Bożej Kodeńskiej
- Świadkowie Jehowy:
  - zbór Pilawa[8]

## Galeria

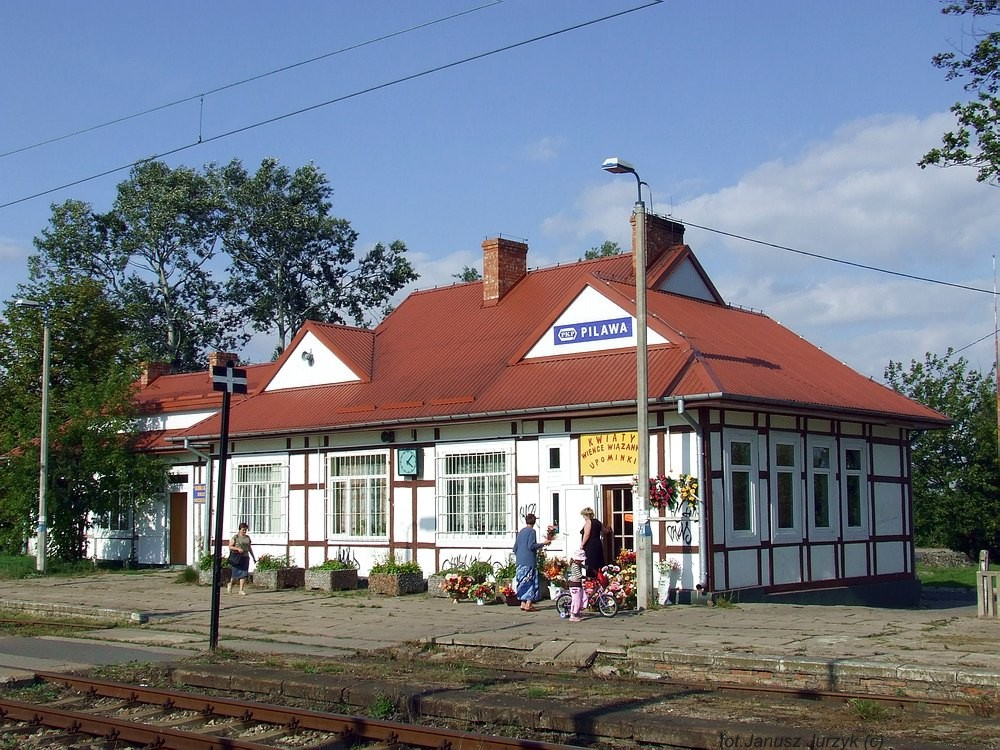
Stacja kolejowa w Pilawie
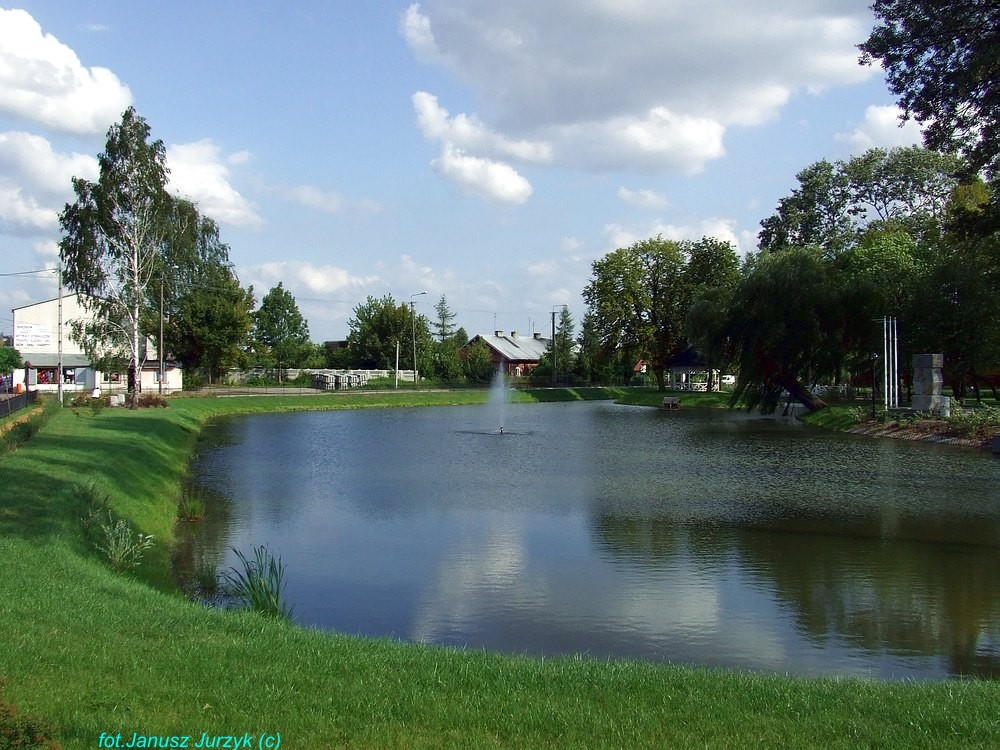
Pilawa – staw
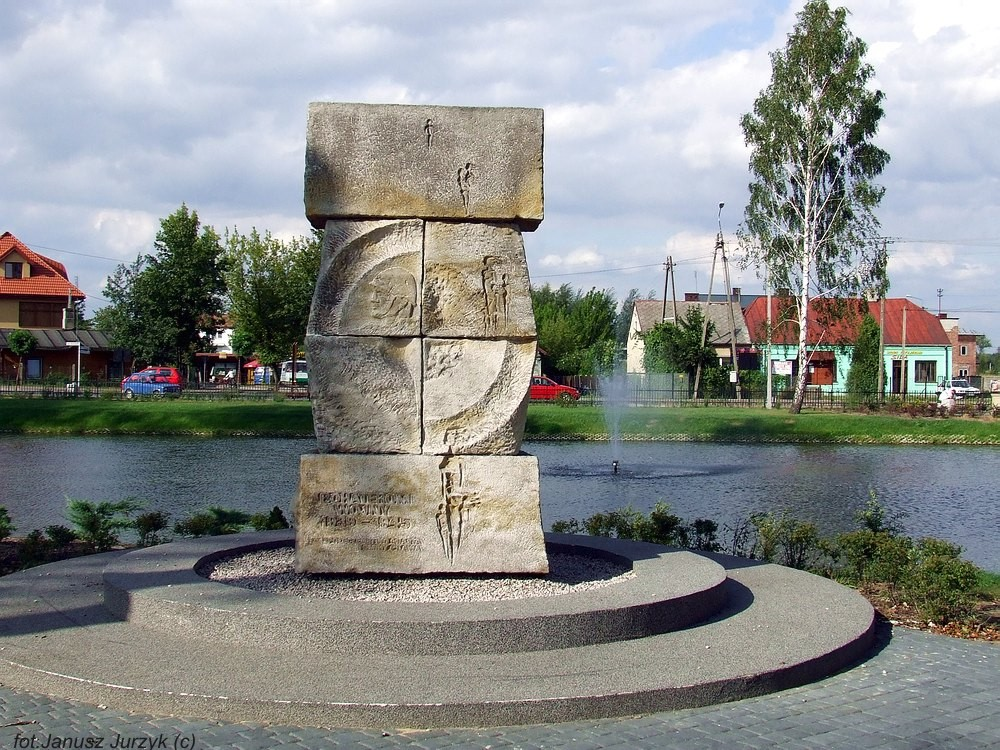
Pomnik w Pilawie
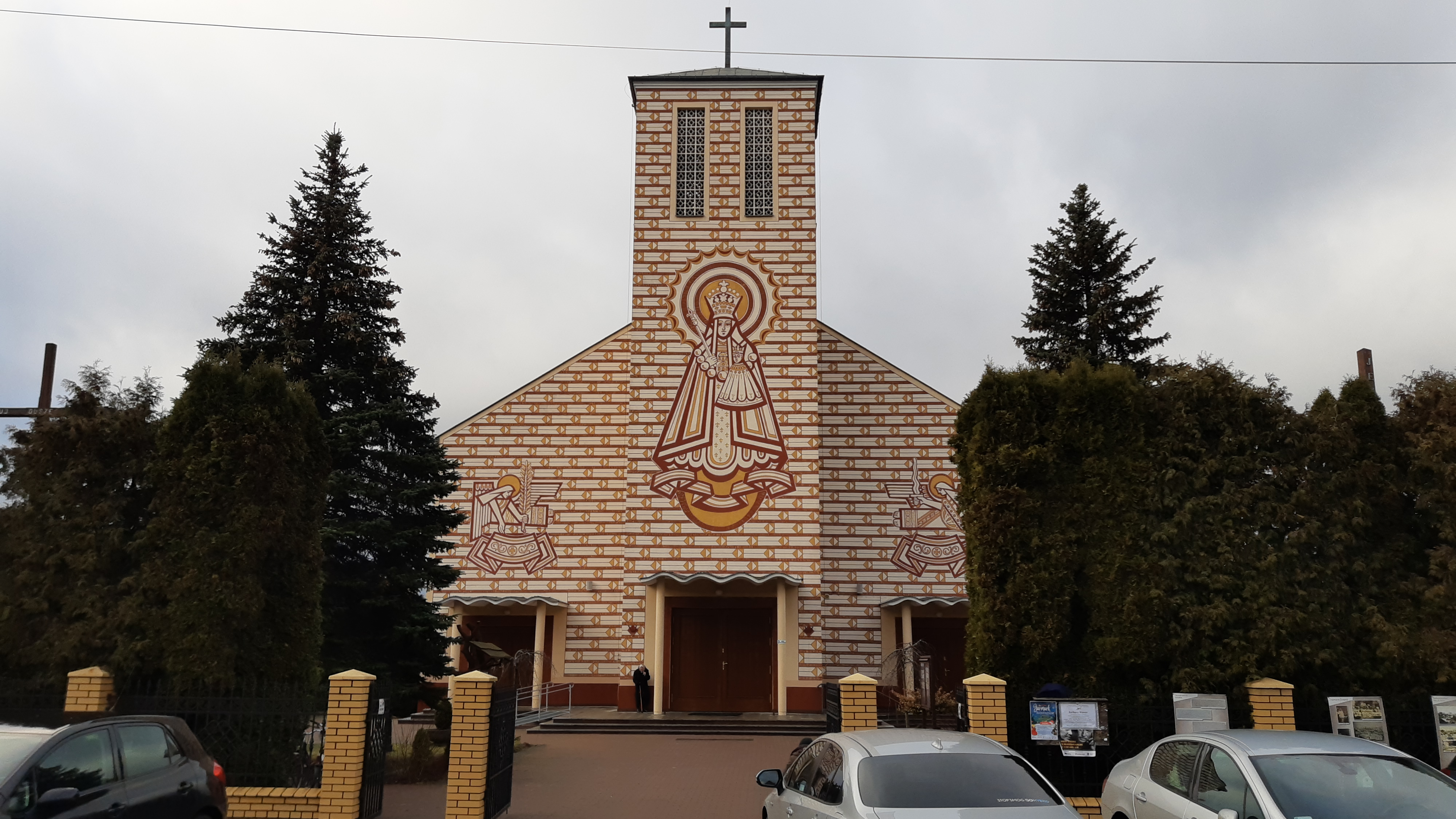
Kościół Matki Bożej Kodeńskiej